# Багдади, Си Мохамед
Си Мохамед Багдади (араб. سي محمد بغدادي‎; 26 июня 1937, Сук-Ахрас — 2 сентября 2023) — алжирский легкоатлет, выступавший в беге на короткие дистанции; государственный деятель, спортивный функционер. Президент Олимпийского комитета Алжира (1988—1989).

## Биография
Си Мохамед Багдади родился 26 июня 1937 года в городе Сук-Ахрас во Французском Алжире.
В 1961 году участвовал в войне за независимость Алжира от французского колониализма.
Впоследствии был чемпионом Алжира по лёгкой атлетике в беге на 800 метров и эстафете 4х400 метров.
В 1967—1969 годах был президентом Федерации лёгкой атлетики Алжира.
Был профессором литературы, писателем, цензором средней школы. В 1966 году снялся в художественном фильме «Битва за Алжир» режиссёра Джилло Понтекорво, исполнив роль Ларби бен Мхиди.
В дальнейшем работал в Министерстве молодёжи и спорта Алжира, был главой департамента образования и спорта, генеральным секретарём. В 1986 году ушёл на пенсию.
В марте 1988 — ноябре 1989 года был президентом Олимпийского комитета Алжира.
Был членом Высшего совета африканского Высшего совета по спорту.
Умер 2 сентября 2023 года.
Награждён серебряным Олимпийским орденом (1984).